# Ijiraq (måne)
Ijiraq er en af planeten Saturns måner: Den blev opdaget den 23. september 2000, af John J. Kavelaars og Brett J. Gladman, og fik lige efter opdagelsen den midlertidige betegnelse S/2000 S 6. Navnet Ijiraq stammer fra et uhyre i den inuitiske mytologi, og der ud over kendes månen også under betegnelsen Saturn XXII (XXII er romertallet for 22).
Ud fra massefylden skønnes Ijiraq at bestå af en blanding af vand-is og klippemateriale. Den har en meget mørk overflade, som kun tilbagekaster 6 % af det lys der falder på den.
| Astronomi | Spire Denne artikel om astronomi er en spire som bør udbygges. Du er velkommen til at hjælpe Wikipedia ved at udvide den. |